# Niangara
Niangara est une localité, chef-lieu de territoire de la province du Haut-Uele en république démocratique du Congo.

## Géographie
Située sur la rivière Uele, elle est desservie par la route provinciale RP420 à 147 km au nord du chef-lieu provincial Isiro.

## Histoire
L'agglomération de Niangara est signalée dans les documents écrits dès la fin du 19e siècle et joue déjà un rôle de centre urbain à l'époque de l'Etat Indépendant du Congo. Son attractivité est renforcée par la présence, non loin, des chefferies traditionnelles mangbetu qui suscitent la curiosité de Georg Schweinfurth et, ensuite, attireront l'attention des voyageurs, ethnographes et autres documentaristes et photographes.

## Administration
Chef-lieu territorial de 3 938 électeurs recensés en 2018, la localité a le statut de commune rurale de moins de 80 000 électeurs, elle compte 7 conseillers municipaux en 2019.

## Population
Le recensement date de 1984,.
| 1984 | 2004   | 2012   |
| ---- | ------ | ------ |
| -    | 11 913 | 13 977 |